# Petrikovce
Petrikovce es un municipio del distrito de Michalovce en la región de Košice, Eslovaquia, con una población estimada a final del año 2024 de 202 habitantes.
Se encuentra ubicado al noreste de la región, en la cuenca hidrográfica del río Bodrog (afluente derecho del Tisza) y cerca de la frontera con la región de Prešov, Ucrania y Hungría.

## Demografía
| Año        | 1994 | 2004    | 2014     | 2024     |
| ---------- | ---- | ------- | -------- | -------- |
| Población  | 214  | 216     | 183      | 202      |
| Diferencia |      | +0,93 % | −15,27 % | +10,38 % |

| Año        | 2023 | 2024    |
| ---------- | ---- | ------- |
| Población  | 203  | 202     |
| Diferencia |      | −0,49 % |